# Dorothy Stratten
Dorothy Stratten (nome de batismo: Dorothy Ruth Hoogstraten; Vancouver, 28 de fevereiro de 1960 – Los Angeles, 14 de agosto de 1980) foi uma modelo canadense, Playmate of the Year da revista Playboy, assassinada por seu marido e descobridor Paul Snider, que suicidou-se após o crime. Protegida de Hugh Hefner, que a via como a primeira playmate na história de sua revista capaz de se transformar numa grande estrela de cinema e televisão, foi morta aos 20 anos de idade, quando começava uma carreira como atriz.
Sua história foi levada ao cinema em 1983, no filme Star 80, de Bob Fosse, onde foi interpretada pela atriz Mariel Hemingway e contada num telefilme, Death of a Centerfold: The Dorothy Stratten Story, em 1981, interpretada por Jamie Lee Curtis. Também sobre ela, o cineasta Peter Bogdanovich, com quem Stratten manteve um relacionamento durante as filmagens de They All Laughed – filme do diretor que deveria lançá-la ao estrelato em Hollywood –, escreveu o livro The Killing of the Unicorn.

## Biografia
Stratten nasceu num hospital do Exército da Salvação em Vancouver, Canadá, filha de um casal de imigrantes holandeses, Simon e Nelly Hoogstraten, e tinha dois irmãos menores, John Arthur e Louise, esta de um segundo casamento da mãe e oito anos mais nova. A família foi abandonada pelo pai quando ela era ainda muito jovem, deixando a mãe responsável por criar os filhos e trabalhar para sustentá-los. Aos 17 anos, quando cursava o ensino secundário em Coquitlam e trabalhava como garçonete numa lanchonete da rede Dairy Queen para ajudar nas despesas de casa, conheceu Paul Snider, de 26 anos, um promotor de clubes noturnos, vigarista  e cafetão que ansiava por reconhecimento público e a vida no mundo das celebridades, com quem começou um relacionamento. Snider tinha sonhos de grandeza como agente no meio artístico de Hollywood onde já tinha vivido por alguns meses e cobiçava aquele estilo de vida, e viu na beleza de Dorothy uma oportunidade de sucesso para os dois nos Estados Unidos.

## Carreira

### Modelo
Em 1978, a revista Playboy promovia a Great Playmate Hunt, na América do Norte, onde procurava descobrir uma nova modelo para se tornar sua estrela anual. Fotógrafos enviavam centenas de fotos de mulheres jovens para a revista na esperança de ganharem o prêmio em dinheiro oferecido para quem descobrisse uma anônima que se tornasse a nova Playmate, e Snider levou Dorothy até um fotógrafo conhecido, Uwe Meyer, para que fizesse algumas fotos sensuais da namorada para enviar à revista. Não satisfeito com o material, ele fez novas fotos de Dorothy com outro fotógrafo da região que tinha ligações com a Playboy, Ken Honey, que não quis fotografá-la nua pois Stratten ainda era menor de idade, já que apesar de ter 18 anos, no Canadá a maioridade só era legalmente reconhecida aos 19 anos. Dorothy foi à mãe para que assinasse a autorização. Com a negativa de Nelly, Snider falsificou a assinatura e levou a autorização a Honey. As fotos foram aprovadas pela Playboy, que enviou ao fotógrafo os U$1000 dólares pela descoberta e convidou Dorothy para ir até Los Angeles, fazer um teste com os fotógrafos da revista. As fotos ficaram ótimas e ela ficou entre as finalistas para ser a coelhinha dos 25 anos da Playboy que se comemorava naquele ano. Apesar de perder para outra modelo, Monique St. Pierre, como Playmate do Ano, acabou saindo na capa da revista como playmate de agosto de 1979.
Stratten e Snider mudaram-se para Los Angeles, alugando uma casa-apartamento em 10881 W. Clarkson Rd., West Los Angeles, que dividiam com um médico amigo de Snider. Como este médico após o trabalho geralmente dormia na casa da namorada, o casal praticamente tinha a casa só para eles. Ela começou a trabalhar como coelhinha no Playboy Club de Century City, bairro na zona oeste da cidade e onde se encontram os estúdios da 20th Century Fox. Dorothy passou a frequentar as festas e atividades na Playboy Mansion e Hugh Hefner, dono e editor da revista, viu nela alguém em condições de se tornar realmente uma estrela no mundo do entretenimento pela beleza, jeito suave e casto, e capacidade de atuar, além do corpo perfeito, sem necessidade de qualquer retoque ou plástica. Hefner perseguia a ambição de tornar uma de suas playmates uma grande estrela do cinema mas suas apostas anteriores, especialmente Barbi Benton e Sondra Theodore, haviam terminado em fracasso. Stratten, vista como um talento especial, capaz de fazer a transição de modelo para atriz de sucesso, foi colocada sob sua proteção direta.
Entre este período e os primeiros meses de 1980, Stratten fez pequenos papéis em séries e televisão como Ilha da Fantasia, Buck Rogers in the 25th Century, uma ponta na comédia Skatetown, U.S.A. e estrelou um filme B de ficção científica, Galaxina, além de ser enviada para representar a Playboy em diversos eventos da revista  pelo país. Mesmo atuando em filmes de baixa qualidade artística,  pequeno orçamento e pontas em seriados de televisão, ela conseguia críticas positivas isoladas devido ao carisma que tinha sua presença diante das câmeras, tornando-se uma das poucas modelos com chances de escapar do estigma de coelhinhas da Playboy que passavam ao cinema fazendo apenas trabalhos de baixa qualidade, sendo alguém que parecia capaz de dar o salto para grandes trabalhos. Em abril de 1980 Hefner a escolheu como Playmate of the Year – a primeira canadense a conseguir este destaque – o que a transformou numa celebridade, convidada para uma entrevista no Tonight Show, do apresentador Johnny Carson, o mais popular talk-show da tv norte-americana.  Neste meio tempo, em 1 de junho de 1979, casou-se em Las Vegas com Paul Snider, que até então havia lhe servido como descobridor, namorado, amante e agente.
Snider, porém, não era bem visto por Hefner, que o considerava apenas um "aproveitador e cafetão"  e tentou dissuadi-la do casamento pois se via como uma "figura paternal" para Stratten, numa relação com sua playmate completamente diferente das que normalmente tinha com suas modelos, muitas das quais suas amantes e namoradas eventuais ou constantes, nem pelos novos amigos, técnicos, professores de interpretação, promotores de publicidade e agentes que começavam a cercar Dorothy na indústria. Apesar da obsessão dele com a carreira da mulher, em que se colocava junto em busca do sucesso – chegou a comprar uma Mercedes-Benz com as placas 'Star 80', em homenagem a ela e à nova década que se avizinhava e que, em seus planos de grandeza, seria a década de Dorothy (e dele) no mundo de Hollywood – aos poucos ele começou a sentir que estava sendo colocado de lado e que suas opiniões, sua tentativa de controle financeiro da carreira e de última palavra na escolha das ofertas profissionais que ela começava a receber não mais estavam sendo levados em consideração pelos agentes e advogados que começavam a cercar a esposa, depois que Hefner contratou um grupo de profissionais para cuidar da carreira da protegida. Sua visão de que "ele e Dorothy haviam entrado num foguete para a Lua"  começava a se desvanecer, sentindo que havia lugar nisso apenas para Dorothy. As brigas entre o casal começaram a ocorrer com mais frequência e Stratten chegou a pedir a Snider que abandonassem Los Angeles e voltassem para o Canadá, o que ele recusou, completamente fixado em seu plano de obter sucesso em Hollywood de qualquer maneira. Hefner e a equipe da Playboy então o consideravam como um simples "embaraço" para Stratten.

### Atriz
Em janeiro de 1980, numa das festas diurnas na Playboy Mansion, em que os convidados faziam uma competição de patins com as coelhinhas de biquíni, Stratten conheceu um dos amigos de Hefner, o cineasta Peter Bogdanovich, um dos integrantes da nova geração de diretores chamada de Nova Hollywood, ao lado de nomes como Martin Scorcese, Francis Ford Coppola, Woody Allen e George Lucas, então com a reputação em alta por filmes como Lua de Papel e a A Última Sessão de Cinema. Impressionado com a beleza e o jeito angelical dela, sabendo que Dorothy já havia feito algumas pequenas participações em filmes para televisão, Bogdanovich a convidou para duas sessões de leitura de texto em sua casa, em que foi acompanhada de Davis Wilder, seu agente providenciado por Hefner, e após os testes a convidou para um papel coadjuvante em seu próximo filme, uma comédia romântica chamada They All Laughed, para entusiasmo de Hugh Hefner que a incentivou a aceitar, pois via ali a oportunidade de Stratten entrar para o mundo do cinema de elite americano, trabalhando com um diretor de renome ao lado de estrelas como Audrey Hepburn e Ben Gazzara, os atores principais do filme. 
Peter Bogdanovich tinha um histórico de descobrir jovens modelos, transformá-las em atrizes de seus filmes, lançá-las ao estrelato e casar com elas. Tinha sido assim anos antes com Cybill Shepherd, descoberta por ele numa capa de revista aos 20 anos, que ele lançou em seu aclamado filme A Última Sessão de Cinema (1971), transformando-a numa estrela e mantendo um relacionamento que durou quase uma década, depois de se divorciar de sua primeira mulher, Polly Platt, com quem tinha duas filhas. Em Stratten, ele viu uma nova Shepperd.
As filmagens foram realizadas em Nova York e apesar da insistência de Snider em acompanhar a mulher, ele foi avisado de que sua presença não seria permitida nos sets de filmagem, o que o fez permanecer em Los Angeles. Nas semanas seguintes, seu contato telefônico com Stratten cada vez se fazia mais difícil, o que o fez criar a desconfiança de que algo acontecia, ao notar a impaciência e frieza com que seus telefonemas vinham sendo atendidos por Dorothy, quando o eram. Dorothy e Bogdanovich haviam se apaixonado durante as filmagens, e finalmente ela lhe comunicou o que estava ocorrendo e que ao final das filmagens faria uma viagem de duas semanas com Bogdanovich para a Europa e na volta iria viver com ele em sua casa em Bel Air, entrando então com uma petição de divórcio entre ela e Snider.

## Morte
Dorothy Stratten voltou para Los Angeles no meio do verão de 1980, e alugou nominalmente uma pequena casa em Beverly Hills. Discretamente, a casa foi ocupada por uma assistente de Bogdanovich enquanto ela se mudava para a mansão do diretor, onde passaram a viver como casal, enquanto Snider continuava na pequena casa em que viveram anteriormente. Em seus primeiros dias de volta à Califórnia, ela foi enviada por Hefner para promoções da Playboy no Texas, onde apareceu radiante, foi sondada para fazer o papel de Marilyn Monroe num filme para tv dirigido pelo fotógrafo, escritor e diretor Larry Schiller, um dos amigos de Marilyn em vida – o que não pôde aceitar por estar envolvida ainda com o filme de Bogdanovich – e considerada para substituir Shelley Hack na série de tv As Panteras,  que recusou por conselho de seu agente Wilder, que pretendia coisas maiores para ela.
Ao mesmo tempo, Snider, vendo que seu casamento e seu domínio sobre Dorothy pareciam ter acabado, tentava processar Bogdanovich por "sedução para romper contrato de gestão", um contrato mútuo que ele acreditava ter com a mulher através do casamento. Nos meses em que esteve separado enquanto Stratten morava com Bogdanovich, Snider tentou criar uma nova Dorothy para si próprio e para o mercado, com a descoberta de uma modelo de 17 anos de Riverside, Patty, que conheceu numa feira de automóveis. Tão escultural quanto Dorothy, ele a fazia se vestir, maquiar, pentear e andar igual à mulher, eventualmente levando-a a morar com ele. Ofereceu a nova protegida e amante à Playboy mas recebeu a indiferença como resposta.
Stratten, por seu lado, não saboreava o sucesso que começava a lhe acontecer sem as dores do remorso. Apesar de tudo, era grata e tinha carinho por Snider, o homem que a tirou de uma lanchonete no Canadá e a havia conduzido até ali, mesmo que apenas para seu próprio proveito e usando-a para isso. Durante algumas conversas por telefone, Paul se lembrava e tinha contado a amigos que ela teria dito: "eu sempre vou tomar conta de você".  Privadamente, chorava de tristeza com o que havia acontecido com sua relação com Snider. Até seu fim, manteve uma persistente ternura com o marido. Em agosto, ela telefonou para Snider e pediu um encontro, de maneira que pudessem conversar. Stratten pretendia resolver a questão do divórcio mas Snider entendeu o telefonema como uma oportunidade de aparar as arestas e um recomeço pra os dois, como casal e como sócios.  O jantar entretanto acabou em discussão, com Dorothy reafirmando seu amor por Bogdanovich e propondo um acordo financeiro ao marido, já que naquele momento ele não a representava mais. Tendo suas esperanças de ter a vida que desejava levantadas tão alto e destruídas, Snider passou a ter um comportamento estranho nos dias seguintes a este encontro. Um aproveitador de mulheres, um habitante do submundo que tinha pavor de se envolver com tráfico de drogas apesar de se drogar com cocaína, e nunca havia se aproximado de uma arma, depois deste encontro comprou, através de um anúncio de jornal, uma espingarda Mossberg calibre 12, segundo ele, para se defender em casa. Na tarde de 14 de agosto de 1980, Dorothy encontrou-se novamente com Snider, na mesma casa onde tinham vivido juntos, para discutir termos de divórcio e fazer um acordo financeiro. Fechados  no mesmo quarto onde tinham dormido juntos por quase dois anos, depois de várias horas a sós, Snider estuprou-a, estourou-lhe o rosto com um tiro de espingarda e suicidou-se com a mesma arma logo em seguida.  Os corpos foram encontrados nus, com o de Dorothy ao lado de um aparelho usado em sexo sadomasoquista, pertencente a Snider, e cobertos de formigas pretas.

## Legado

Lápide de Dorothy Stratten no Westwood Village Memorial Park Cemetery, em Los Angeles.

A história de Dorothy Stratten foi retratada pela primeira vez no filme biográfico Death of a Centerfold: The Dorothy Stratten Story, realizado em 1981, que foi levado ao ar pela NBC. Neste filme, ela e Paul Snider são respectivamente interpretados por Jamie Lee Curtis e Bruce Weitz. A pedido da família, os nomes de sua mãe e irmãos foram alterados.  A obra de maior impacto porém, foi feita para o cinema, dois anos depois. Em novembro de 1980, três meses após a morte de Dorothy, a jornalista investigativa Teresa Carpenter escreveu um grande artigo para o jornal The Village Voice contando em detalhes a vida e morte da modelo. Por este artigo, The Death of a Playmate, Carpenter foi premiada com o Prêmio Pulitzer de Redação em 1981. Baseado nele, em 1983 o diretor Bob Fosse lançou Star 80, com Mariel Hemingway como Dorothy e Eric Roberts como Paul, numa interpretação considerada brilhante pela crítica. Cenas do filme foram feitas na mesma casa e no mesmo quarto do assassinato três anos antes. Para evitar problemas judiciais, Bogdanovich é representado como um diretor chamado "Aram Nicholas". O filme, o último dirigido por Bob Fosse, foi apresentado no Festival de Cinema de Berlim e Eric Roberts indicado ao Globo de Ouro de melhor ator em filme dramático. Por uma coincidência trágica, a irmã mais velha de Mariel Hemingway, Margaux Hemingway, também uma modelo e também uma capa da Playboy apesar de ter sua carreira mais voltada ao mundo da moda, suicidou-se com um overdose de barbitúricos em 1996. O filme de estreia das duas, Mariel e Margaux, Lipstick (1976), trata de modelos, estupro e assassinato. O avô delas, o escritor e Prêmo Nobel de Literatura Ernest Hemingway, também havia cometido suicídio décadas antes.
Quando They All Laughed foi lançado, 15 meses depois do assassinato, Vincent Canby, renomado crítico do New York Times, brindou Stratten com o comentário: "Stratten demonstra  possuir uma presença charmosa na tela, e muito possivelmente, com trabalho e tempo, teria se transformado numa comediante de primeira linha".
Peter Bogdanovich, devastado com a morte de Dorothy, sentiu-se culpado pela tragédia. Afastou-se por três anos do cinema e dedicou-se a escrever o livro  The Killing of the Unicorn (O Assassinato do Unicórnio) sobre sua relação com Dorothy. Unicórnio era como ele a chamava, por considerá-la tão doce quanto o personagem da mitologia. No livro, ele recrimina Hefner por sua filosofia hedonística, pelo tratamento dado por ele a Stratten e às mulheres em geral, e o considera um dos causadores de sua morte, acusando Hefner de ter causado danos ao psicológico de Stratten depois de tê-la seduzido numa jacuzzi em sua mansão, ao mesmo tempo em que mantinha uma atitude paternal com ela, enquanto descreve a si mesmo como "o bom sujeito". Em 1985, Hugh Hefner sofreu um ataque cardíaco e culpou as acusações feitas por Bogdanovich no livro por isso.  Hefner sempre negou veementemente que este fato tivesse acontecido. Como uma maneira de mitigar o que acreditava ser sua culpa, Bogdanovich tomou sob seus cuidados a mãe e a irmã menor de Dorothy, Louise. As duas moraram algum tempo com ele em Los Angeles e Louise, então com 14 anos, teve a escola particular paga, foi colocada em aulas de modelagem e de interpretação. Do convívio surgiu uma paixão e em dezembro de 1988, Bogdanovich, com 49 anos, casou-se com Louise, então com 20 anos. Foram casados por treze anos até o divórcio em 2001.
O cantor canadense Bryan Adams homenageia Dorothy Stratten na canção "The Best Was Yet to Come", do álbum Cuts Like a Knife (1983), que o lançou internacionalmente. Alguns anos após o lançamento do disco, Adams e o co-autor Jim Vallance encontraram-se casualmente num concerto de Bruce Springsteen com Bogdanovich, que fez questão de agradecê-los pessoalmente e dizer como a canção era importante para a família de Stratten. A mesma canção foi regravada em 1990 por Laura Branigan para seu álbum homônimo.